# Olympicomys vossi
Olympicomys vossi (Steppan & Pardiñas, 1999) è un roditore estinto della famiglia dei Cricetidi, unica specie del genere Olympicomys (Steppan & Pardiñas, 1999), vissuto in Argentina.

## Descrizione
Questa specie è conosciuta soltanto attraverso delle parti della mandibola rinvenute in depositi risalenti al Pleistocene in Argentina.